# James Butler, 1. vévoda z Ormonde
James Butler, 1. vévoda z Ormonde (James Butler, 1st Duke of Ormonde, 1st Marquess of Ormonde, 12th Earl of Ormonde, 5th Earl of Ossory, 1st Earl of Brecknock, 1st Baron Butler) (19. října 1610, Londýn, Anglie – 21. července 1688, Kingston Lacy, Anglie) byl anglický a irský státník, vojevůdce a dvořan ze starobylého irského klanu Butlerů, patřil k významným osobnostem anglických dějin 17. století. Jako vojevůdce královské armády se uplatnil v době anglické revoluce, čtyřikrát byl místokrálem v Irsku a po obnovení monarchie byl dlouholetým nejvyšším hofmistrem. Během své kariéry získal titul markýze (1642) a vévody (1662), byl rytířem Podvazkového řádu. Přežil všechny své syny, dědicem titulů se stal vnuk James Butler, 2. vévoda z Ormonde (1665-1745), taktéž vojevůdce a irský místokrál, později jako velezrádce zbavený titulů a majetku.

## Mládí a anglická občanská válka
Pocházel z významného irského klanu Butlerů, titul hrabat jim náležel od roku 1328. Byl vnukem 11. hraběte z Ormonde, narodil se v Londýně jako syn Thomase Butlera, vikomta Thurlese (1594-1619), který se utopil u břehů Irska při ztroskotání lodi. Dětství strávil v Irsku, po otci pak jako dědic 11. hraběte od roku 1619 užíval titul vikomta Thurlese. Matka jej původně nechala vychovat katolicky, s tím ale nesouhlasil Jakub I. s ohledem na vliv Butlerů a pověřil Jamesovou výchovou canterburského arcibiskupa George Abbota. V roce 1629 se se souhlasem Karla I. oženil se svou sestřenicí Elizabeth Preston (1615-1684), dcerou 1. hraběte z Desmondu. Od mládí sloužil v armádě a v roce 1631 byl kapitánem jízdy. V roce 1632 zdědil titul hraběte z Ormonde a brzy se zařadil mezi přední osobnosti, patřil k blízkým spolupracovníkům irského místokrále hraběte ze Straffordu a prosazoval politiku Karla I. v Irsku. Od roku 1634 byl členem irské Tajné rady, poté postupoval v armádních hodnostech, byl velitelem jízdy (1638) a generálporučíkem (1640). V roce 1641 byl vrchním velitelem v Irsku a na počátku občanské války vedl královské vojsko proti povstalcům. V roce 1642 byl povýšen na markýze z Ormonde a v letech 1643-1647 a 1648-1650 byl místokrálem v Irsku. Po popravě Karla I. žil s jeho syny v exilu a v roce 1649 obdržel Podvazkový řád. V roce 1658 vykonal tajnou misi do Anglie za účelem zjištění možnosti případného návratu Stuartovců na trůn, jednal také o podpoře Francie, byl v kontaktu i se Španělskem, čímž měl zásadní podíl na restauraci monarchie a poté jej čekal další vzestup.

## Kariéra za restaurace Stuartovců

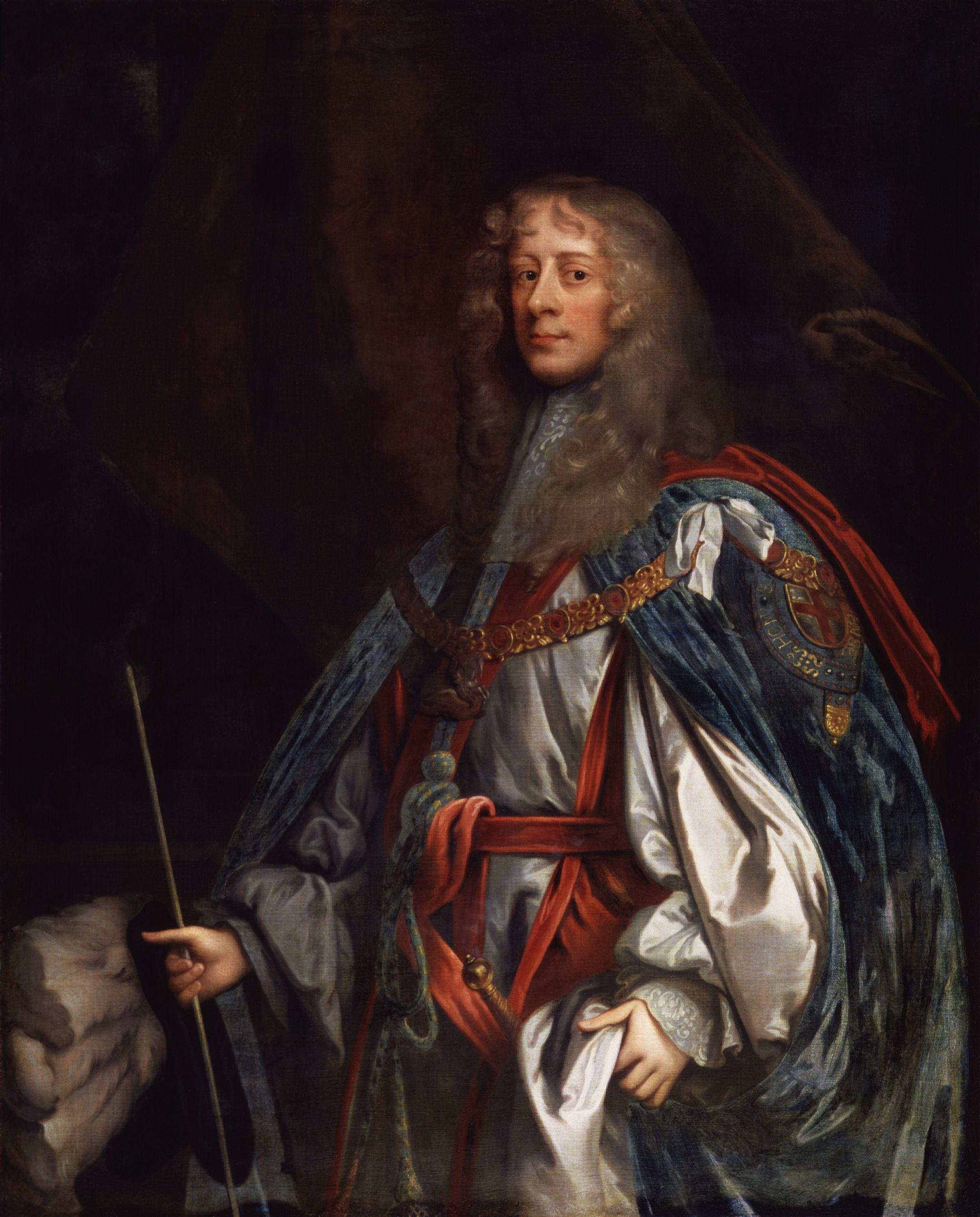
James Butler, 1. vévoda z Ormonde, jako nejvyšší hofmistr a irský místokrál (1665)

V roce 1660 byl jmenován lordem nejvyšším hofmistrem a v této funkci zůstal až do smrti. Zároveň téhož roku získal anglický titul hraběte z Brecknocku a s ním zasedl ve Sněmovně lordů, v roce 1662 získal irský titul vévody z Ormonde, od roku 1661 byl také královským komořím. V letech 1662-1669 byl znovu místokrálem v Irsku (v letech 1668-1669 ho zastupoval jeho syn Thomas), z funkce byl nakonec propuštěn po intrikách vévody z Buckinghamu. V roce 1670 byl vystaven vražednému útoku zinscenovaného Buckinghamem a znovu se politice věnoval až o několik let později. V letech 1673-1679 byl jedním z lordů admirality, spolu se synem Thomasem se v roce 1675 stal členem výboru Tajné rady pro obchod a kolonie. V letech 1677-1685 byl znovu místokrálem v Irsku, v roce 1682 byl jmenován členem anglické Tajné rady a téhož roku mu byla platnost vévodského titulu rozšířena i pro Anglii. Následkem nových intrik byl z funkce irského místokrále odvolán v roce 1685 a poté žil v ústraní, veřejně ale vystoupil ještě naposledy v roce 1687 s kritikou politiky Jakuba II. Zemřel na zámku Kingston Lacy (Dorset), který byl majetkem rodu jen velmi krátce (1686-1693). Byl pohřben ve Westminsterském opatství.
Kromě vysokých funkcí v politice a u dvora zastával také řadu dalších čestných postů, byl kancléřem univerzity v Dublinu (1645-1653 a 1660-1688) a univerzity v Oxfordu (1669-1688). V letech 1660-1672 byl lordem místodržitelem v hrabství Somerset, od roku 1660 též členem Tajné rady ve Skotsku (zde vlastnila statky jeho manželka). Při korunovaci Karla II. a Jakuba II. vykonával také čestnou funkci korunovačního lorda nejvyššího hofmistra (Lord High Steward at Coronation) (1661, 1685).

## Manželství a potomstvo
S manželkou Elizabeth Preston (1615-1684), která byla mimo jiné dědičkou skotského titulu baronů z Dingwallu, měl sedm dětí, všech pět synů zemřelo ještě před otcem, dědicem titulů se stal vnuk James Butler, 2. vévoda z Ormonde.
Děti:
- Thomas Butler, vikomt Thurles (1632-1633)
- Thomas Butler, hrabě z Ossory (1634-1680), generál, admirál, místokrál v Irsku
- lord James Butler (1636-1645)
- Richard Butler, 1. hrabě z Arranu (1639-1686), generál, 1662 hrabě z Arranu
- Elizabeth Butler (1640-1665), manžel 1660 Philip Stanhope, 2. hrabě z Chesterfieldu, nejvyšší komoří královny Kateřiny
- John Butler, 1. hrabě z Gowranu (1644-1677), důstojník, 1676 hrabě z Gowranu
- Mary Butler (1646-1710), manžel 1662 William Cavendish, 1. vévoda z Devonshiru, nejvyšší hofmistr